# Euryparyphes olcesei
Euryparyphes olcesei är en insektsart som först beskrevs av Bolívar, I. 1907.  Euryparyphes olcesei ingår i släktet Euryparyphes och familjen Pamphagidae. Inga underarter finns listade i Catalogue of Life.